# Ё̌
Cette page contient des caractères spéciaux ou non latins. S’ils s’affichent mal (▯, ?, etc.), consultez la page d’aide Unicode.
Ne doit pas être confondu avec la lettre latine E tréma caron ‹ Ë̌ ë̌ ›.
Ё̌ (minuscule : ё̌), appelé io caron, est une lettre additionnelle de l’alphabet cyrillique utilisée en doungane par certains auteurs. Elle est composée du io ‹ Ё › diacrité d’un caron.

## Utilisations
En doungane, certains auteurs utilisent les accents sur les voyelles pour indiquer les tons, dont l’io caron cyrillique ‹ ё̌ ›,.

## Représentation informatique
L’io caron peut être représenté avec les caractères Unicode suivants (cyrillique, diacritiques) :
- composé (NFC)

| formes    | représentations | chaînes de caractères | points de code | descriptions                                     |
| --------- | --------------- | --------------------- | -------------- | ------------------------------------------------ |
| capitale  | Ё̌               | Ё◌̌                    | U+0401 U+030C  | lettre majuscule cyrillique io diacritique caron |
| minuscule | ё̌               | ё◌̌                    | U+0451 U+030C  | lettre minuscule cyrillique io diacritique caron |

- decomposé (NFD)

| formes    | représentations | chaînes de caractères | points de code       | descriptions                                                       |
| --------- | --------------- | --------------------- | -------------------- | ------------------------------------------------------------------ |
| capitale  | Ё̌               | Е◌̈◌̌                   | U+0415 U+0308 U+030C | lettre majuscule cyrillique ié diacritique tréma diacritique caron |
| minuscule | ё̌               | е◌̈◌̌                   | U+0435 U+0308 U+030C | lettre minuscule cyrillique ié diacritique tréma diacritique caron |